# Tsutsui Sadatsugu
En aquest nom japonès, el cognom és Tsutsui.
Tsutsui Sadatsugu (筒井定次, 1562-1615) va ser un samurai nebot i fill adoptiu de Tsutsui Junkei, dàimio de la província de Yamato.
A la mort de Junkei el 1584, va ser reubicat per Toyotomi Hideyoshi a la província d'Iga, on va construir el castell Iga Ueno. El 1600 va participar durant la batalla de Sekigahara en suport a Tokugawa Ieyasu en contra de les tropes d'Ishida Mitsunari, on va combatre a Uesugi Kagekatsu.
El 1608 va ser remogut del govern sota acusacions de mala administració i el castell li va ser cedit a Tōdō Takatora.